# Zrąbień dębowiec
Zrąbień dębowiec (Chrysobothris affinis) – gatunek chrząszcza z rodziny bogatkowatych i podrodziny Buprestinae. Zamieszkuje zachodnią i środkową część krainy palearktycznej. Polifagiczny. Kambiofagiczne larwy żerują pod korą drzew liściastych.

## Taksonomia
Gatunek ten opisany został po raz pierwszy w 1794 roku przez Johana Christiana Fabriciusa pod nazwą Buprestis affinis.
W obrębie tego gatunku wyróżnia się sześć podgatunków:
- Chrysobothris affinis affinis (Fabricius, 1794)
- Chrysobothris affinis heliophila Abeille de Perrin, 1893
- Chrysobothris affinis kostini Bellamy, 1998
- Chrysobothris affinis nevskyi Richter, 1944
- Chrysobothris affinis tetragramma Ménétriés, 1832
- Chrysobothris affinis tremulae Kostin, 1973

## Morfologia

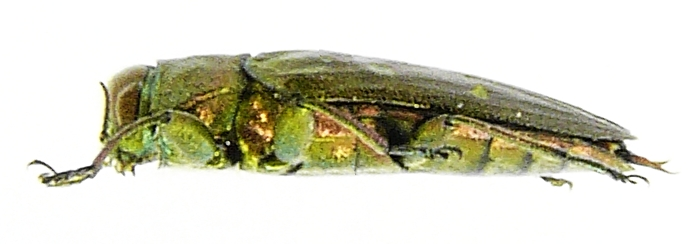
Imago, widok z boku

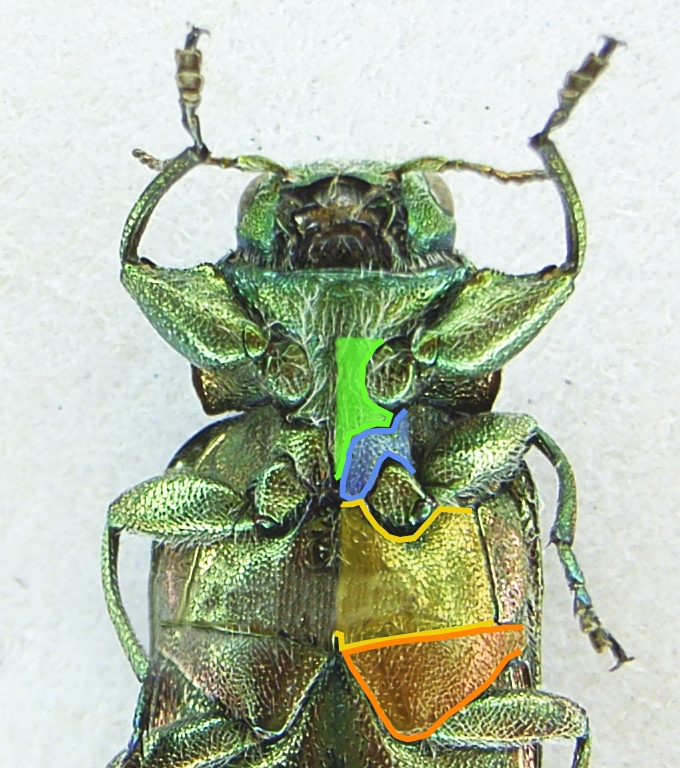
Spód tułowia. Zielony – wyrostek przedpiersia, niebieski – śródpiersie, żółty – zapiersie, pomarańczowy – tylne biodro

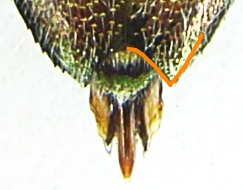
Wierzchołek odwłoka samca

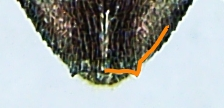
Wierzchołek odwłoka samicy

Chrząszcz o ciele długości od 10,5 do 15 mm, od 2,5 do 3 razy dłuższym niż szerokim, smuklejszym niż u C. leonhardi, grzbietobrzusznie mocno przypłaszczonym. Wierzch ciała zwykle jest metalicznie spiżowy czy ciemnobrązowy, rzadziej metalicznie niebieskawy lub zielonkawy; na pokrywach znajdują się trzy pary dołków o barwie metalicznie zielonkawej, miedzianej lub złocistej. Spód ciała jest zwykle metalicznie miedzianoczerwony z zielonkawymi lub niebieskawymi krawędziami sternitów.
Głowa jest szersza niż dłuższa, o ciemieniu węższym niż czoło, zaopatrzona w duże oczy sięgające ku tyłowi pobliża przedniej krawędzi przedplecza. Panewki czułkowe są ząbkowane, umieszczone blisko siebie, przed oczami. Czułki są lekko zakrzywione i mają wydłużone człony pierwszy i trzeci.
Przedplecze jest silnie poprzeczne, niemal dwukrotnie szersze niż dłuższe, o kątach przednich rozszerzonych i lepiej zaznaczonych niż u C. solieri. Tarczka ma zarys ostro zakończonego trójkąta równoramiennego. Pokrywy są szersze od przedplecza. W zarysie mają zaokrąglone barki, potem boki niemal równoległe, a dalej prosto zbieżne ku osobno zaokrąglonym wierzchołkom; zwężenie ku wierzchołkom jest słabsze, a same wierzchołki delikatniej piłkowane niż u C. leonhardi. Na powierzchni pokryw występują słabiej niż u zrąbienia świerkowego zaznaczone żeberka podłużne, zwłaszcza w przedniej połowie i po bokach pokryw wypłaszczone. Przestrzenie między żeberkami są regularnie, drobno, gęsto punktowane i pozbawione zmarszczek. Na każdej pokrywie znajdują się trzy okrągłe dołki o mniejszych niż u zrąbienia sosnowego i C. solieri rozmiarach; przedni z nich leży niedaleko tarczki, a środkowy i tylny są węższe niż dwie przestrzenie między żeberkami. Przedpiersie wypuszcza szeroki wyrostek międzybiodrowy z trzema ząbkami, z których boczne nie są krótsze niż środkowy. Odnóża przedniej pary mają silnej budowy uda z mocnym, tępym zębem skierowanym ku przodowi. Odnóża tylnej pary odznaczają się stopami o członie pierwszym dłuższym niż trzy następne razem wzięte.
Odwłok ma ostatni segment na szczycie u samicy prosto ścięty z parą płaskich ząbków narożach, a u samca okrągławo wycięty, również z ząbkowatymi narożami. Genitalia samca cechują się obecnością dwunastu par ząbków na bokach prącia. Pokładełko samicy jest dłuższe i o bliżej umieszczonych gonostylikach niż u C. leonhardi.

## Biologia i ekologia

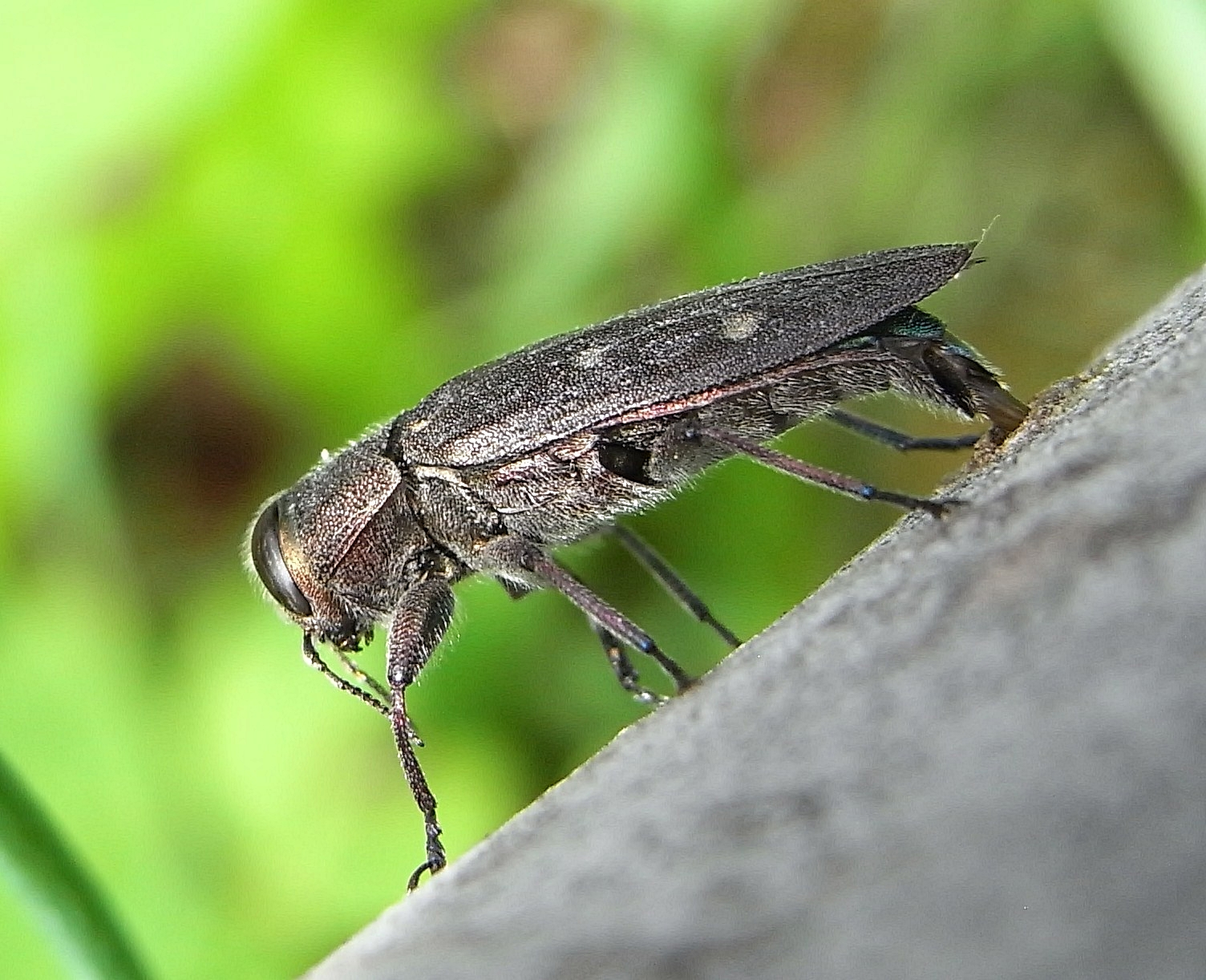
Samica składająca jaja

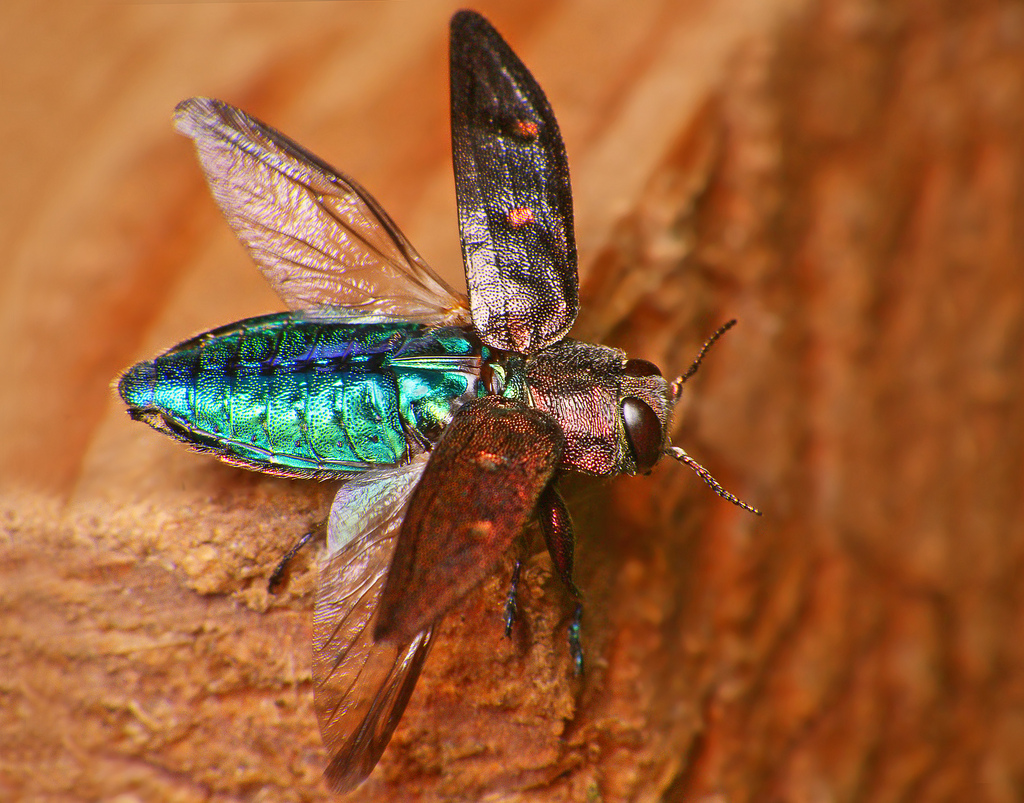
Imago szykujące się do odlotu

Owad ten zasiedla lasy liściaste, zadrzewienia i parki. Preferuje stanowiska ciepłe, nasłonecznione. Rozmieszczony jest głównie od nizin do rzędnych około 800 m n.p.m., ale miejscami dochodzi do 1400 m n.p.m..
Samice składają jaja pojedynczo, zwykle w szczelinach kory lub pod jej łuski. Kambiofagiczne larwy żerują pod korą, w warstwie łyka pni, kłód, konarów i grubszych gałęzi drzew osłabionych, obumierających i martwych. Rzadziej żerują w gałęziach cieńszych, o średnicy 3,5 cm oraz drewnie przetworzonym, np. w słupach telegraficznych i płotach. Zrąbień ten jest szeroko polifagiczny. Preferuje dęby, ale wśród jego roślin pokarmowych wymieniane są też: buk zwyczajny, chmielograb europejski, dereń jadalny, eukaliptusy, figowiec pospolity, glediczja trójcierniowa, głogi, jabłoń domowa, jesion wyniosły, judaszowiec południowy, kasztan jadalny, klon francuski, leszczyna pospolita, morwy, olsze, robinia akacjowa, topole i wiązy. Drążony przez larwę korytarz jest zwykle płaski, sinusoidalny, dość krótki, nieschodzący pod łyko. Rozwój larwy typowo trwa dwa lata, ale może się wydłużać do lat trzech, a w ciepłych latach skracać do roku.
Przepoczwarczenie ma miejsce w owalnej komorze poczwarkowej na końcu chodnika. Typowo położona jest ona tuż pod korą, rzadziej wewnątrz grubej kory, a w cieńszym materiale lęgowym w bielu, równolegle do osi gałęzi. Zimowanie odbywa się w komorze poczwarkowej w stadium larwy lub przedpoczwarki, natomiast samo przepoczwarczenie ma miejsce w kwietniu lub maju. Osobniki dorosłe obserwuje się od maja, wyjątkowo końca kwietnia, do sierpnia ze szczytem pojawu w czerwcu. Szybko latają w dni słoneczne.

## Rozprzestrzenienie
Gatunek palearktyczny. Podgatunek nominatywny w Europie znany jest z  Portugalii, Hiszpanii, Wielkiej Brytanii, Francji, Belgii, Niemiec, Szwajcarii, Austrii, Włoch, Danii, Szwecji, Norwegii, Łotwy, Polski, Czech, Słowacji, Węgier, Białorusi, Ukrainy, Mołdawii, Rumunii, Bułgarii, Słowenii, Chorwacji, Bośni i Hercegowiny, Serbii, Czarnogóry, Albanii, Macedonii Północnej, Grecji, europejskich części Rosji i Turcji. Poza nią notowany jest z anatolijskiej części Turcji, zachodniego Kazachstanu i Syberii.
C. a. heliophila zamieszkuje Maroko, Algierię, Tunezję, Libię i Egipt. C. a. kostini i C. a. tremulae są endemitami Kazachstanu. C. a. tetragramma obejmuje zasięgiem Turcję, Gruzję, Armenię, Azerbejdżan, Turkmenistan i Iran. C. a. nevskyi podawany jest z Kazachstanu, Turkmenistanu, Uzbekistanu, Tadżykistanu, Kirgistanu oraz Iranu.